# Eel River
Eel River är ett vattendrag i Kanada.   Det ligger i provinsen New Brunswick, i den sydöstra delen av landet, 600 km öster om huvudstaden Ottawa.
I omgivningarna runt Eel River växer i huvudsak blandskog. Trakten runt Eel River är nära nog obefolkad, med mindre än två invånare per kvadratkilometer.